# Бердигестяхский наслег
Бердигестяхский наслег — сельское поселение в Горный улус Якутии Российской Федерации.
Административный центр — село Бердигестях.

## История
Статус и границы сельского поселения установлены Законом Республики Саха (Якутия) от 30 ноября 2004 года N 173-З N 353-III «Об установлении границ и о наделении статусом городского и сельского поселений муниципальных образований Республики Саха (Якутия)».

## Население
| 2002  | 2010  | 2011  | 2012  | 2013  | 2014  | 2015  |
| ----- | ----- | ----- | ----- | ----- | ----- | ----- |
| 6162  | ↗6472 | ↗6485 | ↘6432 | ↘6377 | ↗6400 | ↗6553 |
| 2016  | 2017  | 2018  | 2019  | 2020  | 2021  |       |
| ↗6609 | ↗6676 | ↗6701 | ↗6708 | ↗6814 | ↗6924 |       |

## Состав сельского поселения
| № | Населённый пункт | Тип населённого пункта       | Население |
| - | ---------------- | ---------------------------- | --------- |
| 1 | Бердигестях      | село, административный центр | ↗6956     |
| 2 | Май              | посёлок                      | ↘8        |